# (36501) 2000 QB57
2000 QB57 (asteroide 36501) é um asteroide da cintura principal. Possui uma excentricidade de 0.10067570 e uma inclinação de 17.98052º.
Este asteroide foi descoberto no dia 26 de agosto de 2000 por LINEAR em Socorro.